# Sine (Fluss)
Der Sine (auch Siin) ist ein Fluss in dem westafrikanischen Staat Senegal.

## Geographie
Der Sine liegt zentral in Senegal, er mündet in der Region Fatick von rechts und Norden kommend in den Unterlauf des Saloum. Nach diesen beiden Flüssen war bis 1984 eine der sieben Regionen Senegals Sine-Saloum benannt. Auch das Flussdelta, mit dem die vereinten Flüsse vor der Mündung in den Atlantischen Ozean das Saloum-Delta bilden, wird mitunter als Sine-Saloum-Delta bezeichnet. Teile des Saloum-Deltas bilden ein UNESCO-Biosphärenreservat und ein in dessen Kernzone eingebettetes UNESCO-Welterbe.